# فضيحة الاعتداء الجنسي الكاثوليكية في الولايات المتحدة
فضيحة الاعتداء الجنسي الكاثوليكية في الولايات المتحدة وتشير إلى سلسلة من الدعاوى والملاحقات الجنائية، والفضائح المتعلقة الاعتداء الجنسي التي يرتكبها القساوسة الكاثوليك وأعضاء الرهبانيات الدينية، والتي حازت اهتمام الرأي العام وعلى نطاق واسع في العقدين الأخيرين من القرن العشرين.
قضية الاعتداء الجنسي على المراهقين والأطفال في الولايات المتحدة من قبل كهنة الروم الكاثوليك وبدأ الاهتمام بالموضوع على المستوى الوطني الأمريكي ومن ثم العالمي في لويزيانا عام 1985 عندما أقر الكاهن جيلبرت جاوثة بأنه مذنب في 11 تهمة بالاعتداء الجنسي بالأولاد القاصرين. وقد الموضوع بمحمل الجد لاحقا عندما على مستوى الاهتمام الوطني عندما الفت العديد من الكتب عن هذا الموضوع ونشرت في فترة التسعينات من القرن العشرين.

## وصلات خارجية
- النشاط الجنسي، العالم الحديث والكنيسة الكاثوليكية (بالإنجليزية)